# Adriana Muñoz
Adriana Muñoz Premier (* 16. März 1982 in Santiago de Cuba) ist eine kubanische Mittelstreckenläuferin.
2003 gelang ihr bei den Panamerikanischen Spielen in Santo Domingo ein Doppelsieg über 800 und 1500 Meter. Bei den Weltmeisterschaften in Paris/Saint-Denis schied sie über 800 Meter im Vorlauf aus.
2011 gewann sie bei den Panamerikanischen Spielen in Guadalajara erneut über beide Mittelstreckendistanzen.

## Persönliche Bestzeiten
- 800 m: 2:00,10 min, 25. Juni 2004, Havanna
- 1000 m: 2:37,28 min, Havanna
- 1500 m: 4:09,57 min, 7. August 2003, Santo Domingo